# Transamérica Hits
Transamérica Hits foi uma rede de rádios brasileira com sede no município de São Paulo, capital do estado homônimo. Vertente da Rede Transamérica, rede de emissoras controladas pelo Conglomerado Alfa, foi lançada em 5 de junho de 2000 e era dirigida ao segmento popular, com faixas etárias mais abrangentes. Sua programação era eclética, composta por grandes sucessos nacionais como sertanejo, pagode, samba e funk.
Encerrou suas operações em 31 de dezembro de 2019, às 22 horas, quando as últimas afiliadas migraram para projetos locais, completando o processo de unificação das portadoras, como planejado pela direção da emissora.

## História
No final da década de 1990, período em que o segmento popular voltado a classes mais baixas estava em alta no dial FM, a Rede Transamérica (até então uma emissora essencialmente voltada ao público jovem que consumia músicas pop) estudou uma estratégia de crescimento em virtude da perda de afiliados para este segmento. Somente a partir de 1999, a rede começa a divisão das emissoras por segmentos com o lançamento da Transamérica Light, voltada ao público do segmento adulto-contemporâneo. Em 5 de junho de 2000, é lançado no satélite o sinal da Transamérica Hits, a vertente de formato popular.
Em pouco tempo, a Transamérica Hits ganhou diversas afiliadas pelo país, tomando afiliadas do formato jovem (que com a divisão passou a se chamar Transamérica Pop). Em 1.º de abril de 2002, a filial de Belo Horizonte passa a aderir ao formato Hits, sendo a única emissora própria no segmento popular. Diferente da Transamérica Pop, a portadora Hits prioriza em sua expansão pequenas e médias cidades do interior. Por conta disso, se tornou a maior vertente da Rede Transamérica e também a maior rede de rádios FM do país, contabilizando em 2016 a marca de 55 afiliadas concentradas em estados como São Paulo, Minas Gerais, Rondônia, Paraná, Santa Catarina, Bahia e Rio Grande do Sul.
A partir de julho de 2019, a Rede Transamérica iniciou um processo de mudança em suas vertentes, passando a transmitir programação conjunta entre as portadoras Hits e Pop (entre 23h e 4h da manhã) com programação musical pop/rock, extinguindo o tradicional Clube da Insônia. Confirmando um lançamento de uma nova fase em sua programação, a Transamérica dispensou no dia 12 de julho os locutores Gislaine Martins (Gerente Artística e coordenadora das portadoras Hits e Pop) e Ricardo Sam (Coordenador Artístico), que trabalhavam na emissora desde 1997. Posteriormente, anunciou Luiz Augusto Alper como coordenador artístico da nova programação e a adoção de formato definido como "jovem adulto contemporâneo", que segundo a rede tem crescido nos últimos anos.
No dia 22 de julho, a Transamérica confirmou o início da unificação das portadoras Hits e Pop de forma gradativa, retornando a forma de trabalho realizada antes da divisão em portadoras. Também foi confirmada que a nova programação musical será composta de sucessos do rock e pop (nacionais e internacionais), com objetivo atingir e atrair o público que está na faixa entre 25 e 49 anos. O comunicado cita que a unificação e adaptação das emissoras não será de forma abrupta, respeitando "os compromissos comerciais e artísticos assumidos individualmente, por parte das emissoras afiliadas" e que as afiliadas terão prazo máximo de 150 dias, contando a partir de 1.º de agosto. No mesmo dia em que o comunicado foi emitido, a rede também acabou com os programas Transalouca, Conectados, Sarcófago e Ti Ti Ti, este último um dos principais da Transamérica Hits.
Em 5 de agosto, iniciou-se oficialmente os trabalhos da nova Rede Transamérica, onde começou o processo de transição de afiliadas. A Transamérica Hits de Belo Horizonte foi a primeira a aderir ao formato, retornando ao seu segmento original. Na mesma semana, outras três emissoras da portadora também aderiram ao novo formato. Em setembro, mais 5 emissoras aderiram ao novo projeto, ao mesmo tempo que outras afiliadas anunciaram afiliações com a Band FM e Clube FM (que iniciou processo de rede via satélite).

## Programas
A Transamérica Hits foi uma rádio de formato popular, com ênfase em ritmos como sertanejo, pagode, samba e funk. Tal qual a rede Pop, a emissora era um misto entre programas musicais e programas falados além de versões adaptadas de programas da vertente Pop.
Se destacavam na história da rede os programas Ti Ti Ti (no ar até 2019, que teve Márcia Mayumi como apresentadora de destaque), Clube da Insônia, Love Hits, Estúdio Ao Vivo, Sofazão de Couro, Conectados, dentre outros.
- Top Hits
- Love Hits
- Transnotícias (transmitido para todas as portadoras da Rede Transamérica)
- Memória Transamérica
- Bom Dia Transamerica
- Sofazão de Couro
- Estúdio Ao Vivo
- Rodeio
- Festa Transamérica
- SuperTransa
- Love Touch
- Transpiração
- Clube da Insônia
- Amor Por Impulso
- Game Hits
- Toca Tudo
- Ligue Sucesso
- Transfolia
- Bônus
- Alô Hits
- Dance Club
- Sarcófago
- Interferência
- Transa 3
- Pagode Transamérica
- Ti Ti Ti
- Conectados

## Locutores
- Diego Luís
- Cido Gamero
- Márcio Melo
- Breno
- Márcia Mayumi
- Rafael Lima
- Yves Resende
- Monica Leão
- Fábio Cardoso
- Marcio Cruz
- Juliana Molino
- Ricardo Beep
- Leandro Ribeiro
- Luiz Torquato
- Wilson Gomes
- DJ Celsinho Double C
- Ronaldo Resende